# ۵۵۶ (خورشیدی)
۵۵۶ پانصد و پنجاه و ششمین سال هجری خورشیدی است.